# Beringen
Beringen (en limburguès Berringe) és una ciutat de Bèlgica, a la província de Limburg, que forma part de la regió flamenca. La ciutat actual és el resultat de la fusió el 1977 amb els municipis Beverlo, Koersel i Paal.

## Història
Hi ha traces arqueològiques que daten de l'any 90 aC. L'any 1239 Beringen va rebre els privilegis de ciutat del comte Arnold IV de Loon. Aquest comtat va integrar-se al Principat de Lieja, del qual la ciutat va esdevenir una de les Bones Viles germàniques. La ciutat fou annexada per França l'any 1795 i integrada al Regne Unit dels Països Baixos el 1815 i després a Bèlgica l'any 1830.
A l'inici del segle xx, el descobriment de carbó al subsól i l'explotació subseqüent de les mines va canviar el caràcter rural de la ciutat que va tenir un rol major en la industrialització de tota la província. Després d'un greu conflicte social, les mines es van tancar definitivament el 28 d'octubre 1989. Avui, el conjunt miner, un dels més importants d'Europa, és un museu: el Mijnmuseum (Museu de les mines).